# Broes Hartman
 Broes Hartman (Amsterdam, 17 juli 1926 – Haarlem, 19 maart 2000) was een Nederlands acteur.

## Levensloop
Hartman deed in 1944 eindexamen gymnasium en verbleef daarna enkele jaren in Londen en Parijs. Na terugkomst in Nederland werd hij amateur toneelspeler (hoorspel). In het verhaal van de kanunnik speelde hij de rol van de kanunnik. Hij voltooide in 1955 de toneelschool. Daarna werkte hij als zelfstandige voor verschillende  toneelgezelschappen. Daarnaast werd hij docent aan het Haagse Conservatorium en de Theaterschool. Ook was hij vertaler en regisseur. Landelijk werd hij bekend met onder meer rollen in: 
- Waaldrecht (1973) in de aflevering 'Afbraak' de rol van Alfons Guldenmond
- Q & Q (1e serie 1974)  de rol van 'man met bril in witte regenjas zich later voordoende als inspecteur Smit uit Amsterdam'
- Centraal Station de rol van dr. Kuipers
- Oorlogswinter (1975)
- Beer of geen Beer (1976)[1]

Op 19 maart 2000 overleed Hartman op 73-jarige leeftijd.